# Eupithecia austerata
Eupithecia austerata là một loài bướm đêm trong họ Geometridae.